# Piraeus Bank
Piraeus Bank AE ( græsk: Τράπεζα Πειραιώς ΑΕ ), er et græsk multinationalt finansielt selskab med hovedsæde i Athen i Grækenland.  Piraeus Banks aktier har været noteret på Athens Stock Exchange (ATHEX) siden januar 1918.  .

## Aktiviteter
Piraeus Bank er en universel bank, der tilbyder forskellige banktjenester.
Historisk set er det en bank, der støtter små og mellemstore virksomheder og besidder nu også en særlig viden inden for landbrugsbank-, forbruger- og realkreditlån, grønne banker, kapitalmarkeder, investeringsbanker, leasing og elektronisk bankvirksomhed. 

### Piraeus Bank Group
Piraeus Bank og dets datterselskaber udgør Piraeus Bank Group. 

## Historie
En gruppe rederier i Piræus grundlagde Banque du Pirée (Piraeus Bank; BP) i 1916 for at finansiere handel. Banken begyndte at handle for Athens Exchange i 1918.  Den græske regering købte banken i 1975 og omdannede den til en universel bank. Det nye hovedkvarter designet af Sir Basil Spence blev bygget på Stadiou Street i Athen. I december 1991 privatiserede regeringen banken, der siden er vokset i størrelse og omfang.